# هاكون إريكسون
هاكون إريكسون (بالنرويجية البوكمول: Håkon Eiriksson)‏ هو وصي العرش نرويجي، ولد في 995 في النرويج، وتوفي في 1029 بسبب غرق.